# Serica nigricans
Serica nigricans är en skalbaggsart som beskrevs av Brenske 1894. Serica nigricans ingår i släktet Serica och familjen Melolonthidae. Inga underarter finns listade i Catalogue of Life.